# Livathó
Le dème de Livathó, en grec moderne : Δήμος Λειβαθούς, est un ancien dème de l'île Ionnienne de Céphalonie, en Grèce. Depuis 2011, il fait partie du dème d'Argostóli.
Selon le recensement de 2011, la population du dème de Livathó compte 5 745 habitants.